# FC 바테 보리소프
FC 바테 보리소프(러시아어: ФК БАТЭ Борисов) 또는 FC 바테 바리사우(벨라루스어: ФК БАТЭ Барысаў)는 벨라루스의 축구팀으로 바리사우를 연고지로 하고 있다. 현재는 벨라루스 프리미어리그에 참가하고 있다.
클럽은 1973년에 설립 되었고 1996년에 재조직되었다. 1996년부터 FC BATE는 3번의 리그 우승을 했으며 유럽 무대에서 AC 밀란, 볼로냐 FC 1909, TSV 1860 뮌헨과 같은 팀과 경기를 했다. 그리고 2006년부터 현재까지 13연패의 위업을 달성하고 있다.
역대 주요 선수로는 알략산드르 흘렙(VfB 슈투트가르트, 아스널, FC 바르셀로나), 비탈리 쿠투조프(AC 밀란, 스포르팅 CP, UC 삼프도리아 등) 등의 선수들이 FC BATE에서 선수 경력을 시작했고 현재 벨라루스 축구 국가대표팀에 소속되어 있다.
FC 바테는 2007-08 시즌 UEFA 챔피언스리그에서 3차 예선에서 루마니아의 FC 스테아우아 부쿠레슈티를 맞아 탈락 했는데 이는 벨라루스 팀 가운데 3차 예선에 올라간 최초의 팀이 되는 기록을 세웠다. 이 기록은 2008-09 시즌에 자체적으로 경신했고2008-09 시즌 UEFA 챔피언스리그 1차 예선에서 아이슬란드의 발루르를, 2차 예선에서 벨기에의 RSC 안데를레흐트를, 3차 예선에서 불가리아의 PFC 레프스키 소피아를 이기며 조별예선으로 올라갔다.

## 역대 성적
- 벨라루스 프리미어리그 우승

우승 (11): 1999, 2002, 2006, 2007, 2008, 2009, 2010, 2011, 2012, 2013, 2014, 2015, 2016, 2017, 2018
- 벨라루스 프리미어리그 준우승

우승 (4): 1998, 2000, 2003, 2004
- 벨라루스 1부 리그 준우승

우승 (1): 1997
- 벨라루스 2부 리그 우승

우승 (1): 1996
- 벨라루스 컵 우승

우승 (2): 2006, 2010
- 벨라루스 슈퍼컵 우승

우승 (7): 2010, 2011, 2013, 2014, 2015, 2016, 2017

## 역대 감독
| 감독                | 기        |
| ------------------- | --------- |
| 빅토르 곤차렌코     | 2007~2013 |
| 알렉세이 바가(대행) | 2018      |

## 선수 명단

### 현역
참고: FIFA 자격 규정에 따라 소속된 국가대표팀 국기를 표시합니다. 선수는 복수의 FIFA 비회원국 국적을 가지고 있을 수 있습니다.
| 번호 | 포지션 | 국적 | 이름 |
| ---- | ------ | ---- | ---- |

| 번호 | 포지션 | 국적 | 이름 |
| ---- | ------ | ---- | ---- |